# نورمان ريتشاردز
نورمان ريتشاردز (بالإنجليزية: Norm Richards)‏ هو لاعب كرة قدم أسترالية أسترالي، ولد في 6 أبريل 1890 في موروبنا ‏ في أستراليا، وتوفي في 26 يوليو 1952 في بالارات في أستراليا.

## وصلات خارجية
- نورمان ريتشاردز على موقع AustralianFootball.com (الإنجليزية)
- نورمان ريتشاردز على موقع AFLtables.com (الإنجليزية)